# Svazijsko
Svazijsko (v siswati eSwatini), plným názvem Svazijské království (anglicky Kingdom of Eswatini), je stát v jižní Africe. Jeho sousedy jsou Jihoafrická republika a Mosambik.
Jde o jednu z posledních diarchií. Král Mswati III. má údajně osobní majetek v hodnotě kolem 200 milionů dolarů (asi čtyři miliardy korun), zatímco 70 procent obyvatel země žije podle odhadů OSN pod hranicí bídy.
Vzhledem k vysoké rozšířenosti infekce HIV mezi lidmi činí průměrná délka života v zemi pouhých 59,7 roků a je devátá nejnižší na světě.

## Historie
Začátkem 19. století vznikl svazijský stát spojením několika bantuských kmenů. Ve 40. letech 19. století začali pronikat do oblasti Búrové. V roce 1894 bylo území anektováno Transvaalem. Mnoho farem, lesů a dolů vlastní zahraniční společnosti. Tento stav vznikal od 19. století, kdy britští a nizozemští osadníci donutili podvodem Svazijce, aby se vzdali svých těžebních práv. Následkem toho zabrali zemi bílí prospektoři. V 19. století spojil Svazijské království král Sobhuza I. V roce 1890 zaútočila na zemi Jihoafrická republika, ale nezvítězila. Po jihoafrické válce (1899–1902) se Svazijsko stalo britským protektorátem. Spojené království ovládalo Svazijsko až do získání jeho nezávislosti.
V dubnu 1967 získala země omezenou samosprávu a 6. září 1968 bylo vyhlášeno nezávislé království v rámci britského Commonwealthu.
V roce 2018 král Mswati III. změnil koloniální název Svazijska Swaziland (v překladu z angličtiny země Swazi) na původní název Umbuso weSwatini, krátká forma eSwatini (dříve také kaNgwane), v překladu: „země Swazi“ nebo „země Svazijců“, v druhém úředním jazyce Kingdom of Eswatini; učinil tak během 50. oslav nezávislosti od britského protektorátu.

## Státní symboly

### Vlajka
Svazijská vlajka je tvořena listem o poměru stran 2:3 s pěti vodorovnými pruhy v barvách: modré, žluté, karmínově červené, žluté a modré v poměru šířek 3:1:8:1:3. Na široký červený pruh je položen, ve vodorovné poloze, černo-bílý válečný štít emasočského pluku, vyrobený z volské kůže, s černou částí blíže k žerdi. Na štítu jsou čtyři šestice kožených řemínků v černé nebo bílé barvě (vždy v protikladu s podkladem). Na horní, černou část štítu je položen okrasný, modro-červený třapec (tinjobo) z ptačího peří vidy kohoutí nebo turaka. Za štítem je uprostřed bojová hůl Zulů se stejnými modro-červenými třapci na obou koncích a nad ní dvě žlutá kopí s hroty v přirozených barvách, obrácených k vlajícímu okraji.

### Znak
Svazijský státní znak je tvořen modrým štítem, na kterém je položen (ve svislé poloze) černo-bílý válečný štít emasočského pluku, vyrobený z volské kůže, bílou částí nahoru. Na štítu jsou čtyři šestice (obrázek neodpovídá zdroji) kožených řemínků v černé nebo bílé barvě (vždy v protikladu s podkladem). V dolní, černé části štítu je položen heraldicky vpravo okrasný, modrý třapec (tinjobo) z ptačího peří vidy kohoutí nebo turaka (na obrázku chybí). Za štítem je uprostřed bojová hůl Zulů se stejnými modrými třapci na obou koncích (na obrázku černo-bílé) a vedle ní dvě kopí s hroty v přirozených barvách, obrácených vzhůru. Na štítu (velkém) je položena kožešinová pokrývka hlavy emasočského pluku, ozdobená dvěma zelenými ptačími pery. Pokrývka hlavy bývá někdy zobrazena jako zlato-modrá točenice. Štítonoši jsou lev (heraldicky vpravo) a slon (na opačné straně). Pod štítem je stříbrná, dvakrát přeložená stuha s černým nápisem SIYINQABA (česky Jsme pevnost).

## Geografie

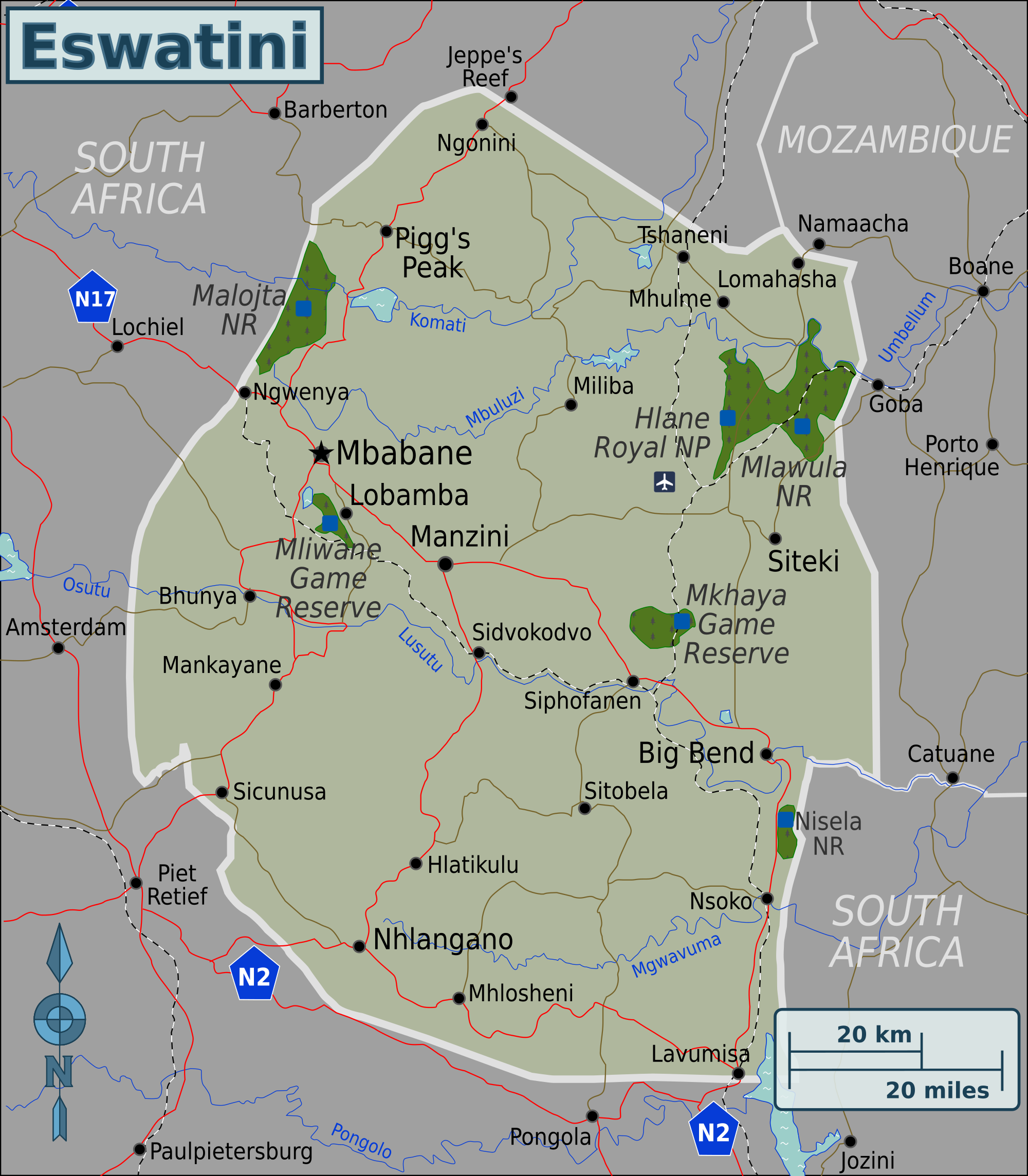
Mapa Svazijska

Povrch tvoří náhorní plošina s nejvyšší horou státu Emlembe (1862 m) svažující se od západu k východu a příkře spadající k Mosambické nížině. Největšími řekami jsou Komati a Usutu. Podnebí je subtropické, poměrně vlhké a teplé. Srážky přicházejí především v létě. Ročně jich spadne mezi 500 až 1 400 mm.
Hlavním a zároveň největším městem v zemi je Mbabane s více než 100 000 obyvateli. Dalšími velkými městy jsou Manzini, Lobamba a Siteki. U hranic s Mosambikem jsou pohoří a na severozápadě země je deštný prales. Zbytek země pokrývají savany.

## Hospodářství
Hlavní článek: Ekonomika Svazijska
Svazijsko je rozvojový stát s převahou zemědělství. Z nerostných surovin se těží černé uhlí, následují diamanty, železná ruda, zlato, cín a azbest. Význam má výroba cukru a produkce dřeva. Pěstuje se cukrová třtina, tabák, kukuřice, rýže, bavlna a citrusy. Chová se skot, kozy a drůbež. Velké množství Svazijců pracuje ve zlatonosných dolech za hranicemi v Jihoafrické republice.

## Politika
V čele země oficiálně stojí král a královna-matka, ačkoliv fakticky většina moci připadá králi. Od roku 1986 to je Mswati III., který nahradil svého předchůdce Sobhuzu II. Když se v roce 1986 stal králem Mswati III., ležela před ním země rozdělená mezi bělošskou menšinu, která si chtěla podržet nadvládu, a černošskou většinu, která chtěla rozšířit svá práva. Budoucnost Svazijska značně ovlivnily historické změny odehrávající se za hranicemi v Jihoafrické republice, jejíž lid si roku 1994 zvolil svého prvního černošského prezidenta Nelsona Mandelu. Přestože oficiálně existuje senát o počtu 30 členů, Svazijsko je absolutistickou diarchií.

### Přehled nejvyšších představitelů
- Sobhuza II. (6. září 1968 – 21. srpen 1982)
- Dzeliwe (královna-regentka; 21. srpen 1982 – 9. srpen 1983)
- princ Sozisa Dlamini („oprávněná osoba“; 9. srpen 1983 – 18. srpen 1983)
- Ndlovukati Ntombi (královna-regentka; 18. srpen 1983 – 25. duben 1986)

4 správní oblasti Svazijska

- Mswati III. (od 25. dubna 1986)

## Administrativní členění
Svazijsko se dělí do čtyř provincií:
1. Hhohho
2. Lubombo
3. Manzini
4. Shiselweni

## Náboženství
Podle statistiky z roku 2015 je náboženská příslušnost ve Svazijsku následující: křesťané 90 % (afričtí sionisté – synkretismus křesťanství a tradičního kultu předků – 40 %, římskokatoličtí 20 %, ostatní 30 % – anglikáni, metodisté, Církev Ježíše Krista, svědkové Jehovovi), muslimové 2 %, ostatní 8 % (Baha'i, buddhisté, hinduisté, tradiční víry, židé). Africký sionismus má ve Svazijsku velký vliv, neboť propojuje tradiční svazijské náboženství (víra v boha Mvelincantiho, kult předků, obětování duchům) s masově rozšířeným křesťanstvím a zajišťuje tak kulturně-náboženskou kontinuitu.
Tradiční náboženství zahrnuje práci šamana: věštění z kostí, komunikaci s předky (i skrze sny). Současně se ale obyvatelé obvykle hlásí ke křesťanství. (Tento synkretismus popisuje například cestovatel a afrikanista Ondřej Havelka u středoafrických kultů.)